# Ayoub Hanine
Ayoub Hanine (ur. 28 stycznia 1997) – marokański zapaśnik walczący w stylu klasycznym. Srebrny medalista mistrzostw Afryki w 2018 i piąty w 2016. Wicemistrz Afryki juniorów w 2014, 2016 i 2017 roku.